# Нарбутівка
Нарбу́тівка — село в Україні, у Березівській сільській громаді Шосткинського району Сумської області. Населення становить 0 осіб. На даний час в селі не мешкають люди, демонтовані лінії електропередач і практично всі будинки зруйновані.

## Географія
Село розташоване на березі річки Янівка, вище за течією примикає село Масензівка, нижче за течією на відстані 0.5 км розташоване село Зорине. Два страмки-річки Ловра та Рачинка в межах села зливаються в одну річку.
Поруч пролягає залізниця, станція Холмівка на відстані 1 км.

## Символіка

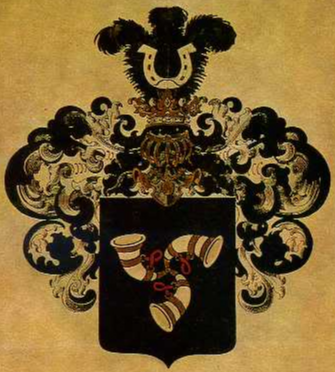
Герб роду Нарбутів

Гербом села є герб роду Нарбутів - видозмінений герб Труби. Три срібно-золоті сурми, покладені на чорному тлі. Золото і срібло додатково відображають двох видадних братів -  Георгія та Володимира Нарбутів. А три сурми додатково нам говорять про Георгія Нарбута, як творця герба Української Держави Скоропадського.

## Історія
12 червня 2020 року, відповідно до розпорядження Кабінету Міністрів України № 723-р «Про визначення адміністративних центрів та затвердження територій територіальних громад Сумської області», село увійшло до складу Березівської сільської громади.
19 липня 2020 року, в результаті адміністративно-територіальної реформи та ліквідації Глухівського району, село увійшло до складу новоутвореного Шосткинського району.

## Відомі люди
В селі народився визначний український художник-графік Георгій (Юрій) Іванович Нарбут, автор дизайну перших українських грошей та проектів Державного Герба і Печатки Української держави. Також в селі народився і його молодший брат Володимир Нарбут, який в майбутньому став відомим поетом.